# ريان دبليو. بيرسون
ريان دبليو. بيرسون (بالإنجليزية: Ryan W. Pearson)‏ هو سياسي أمريكي، ولد في 30 يونيو 1988 ببروفيدنس في الولايات المتحدة. حزبياً، نشط في الحزب الديمقراطي. وقد انتخب عضو مجلس ولاية رود آيلاند.